# タウア空港
タウア空港（Tahoua Airport）は、ニジェールのタウア州州都タウアにある空港。